# ヨプ・コーヘン
マリウス・ヨプ・コーヘン（Marius Job Cohen、1947年10月18日 - ）は、オランダの政治家、労働党党首。第一院議員や第2次コック政権での法務副大臣、アムステルダム市長を歴任した。2003年の総選挙では労働党の首相候補にも選ばれた。

## 生い立ち

### 出生から大学時代まで
ハールレムのリベラル系ユダヤ人共同体にて生まれる。1960年から1966年まで地元のギムナジウムで学び、1971年にフローニンゲン大学法学部を卒業。
フローニンゲン大学卒業後はライデン大学大学院に進学し、1981年6月に博士号を取得。同年9月にはマーストリヒト大学に入り、法学部設立準備委員会の委員長となる。1983年9月に法学部教授を経て、1991年1月からは総長に就く。

### 政治家として
1993年7月2日、第3次ルベルス政権下で教育副大臣に就任するものの、翌年辞任し第一院議員の身分のまま大学に戻る。1998年8月13日には議員も辞職し、第2次コック政権にて法務副大臣に就き、難民の入国に制限を加える新たな移民法の策定に当たった。

### アムステルダム市長として

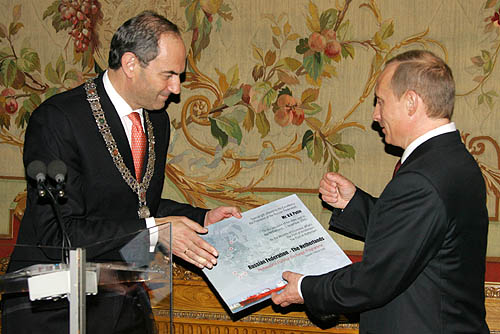
コーヘンとロシア連邦大統領ウラジーミル・プーチン（2005年）

副大臣職を2000年末をもって辞し、翌年1月15日にアムステルダム市長となる（オランダ国内の市長は内閣により任命される）。同年4月1日深夜、同性結婚法施行と同時に同性のパートナーと結婚式を挙行。
映画監督のテオ・ファン・ゴッホが2004年11月、イスラーム主義者により殺害される。この事件により国内に緊張が走る中、コーヘンは一人ムスリム共同体との融和を説き緊張緩和を演出したことから、翌年のタイム誌にて「ヨーロッパの英雄」とのタイトルと共にコーヘンを賞賛する記事を掲載した。
2006年1月27日に市長を続投すると表明し、市議会での承認を経て、2007年1月15日から2期目が始まった。人身売買や薬物蔓延など各種凶悪犯罪の撲滅を名目に、同年末から売春施設（いわゆる「飾り窓」）の一掃に取り組んでおり、跡地には高級ブティックなどを誘致する方針。